# Mée (Mayenne)
Mée é uma comuna francesa na região administrativa do País do Loire, no departamento de Mayenne. Estende-se por uma área de 8.75 km². Em 2010 a comuna tinha 231 habitantes (densidade: 26,4 hab./km²).